# Margaret Sullavan
Margaret Brooke Sullavan (Norfolk, 16 de maig de 1909 - 1 de gener de 1960) va ser una actriu de teatre i cinema estatunidenca.
Va començar la seva carrera a l'escenari el 1929 amb els University Players a Cape Cod (Massachusetts). El 1933, va cridar l'atenció del director de cinema John M. Stahl i va fer el seu debut a la pantalla aquell mateix any a Only Yesterday. Va continuar tenint èxit a l'escenari i al cinema, sent sobretot coneguda per The Shop Around the Corner.
Sullavan va preferir treballar a l'escenari i va fer només setze pel·lícules, quatre de les quals eren al costat del seu amic íntim James Stewart en una col·laboració popular que va incloure The Mortal Storm i The Shop Around the Corner. Stewart i Sullavan també eren amics íntims de Henry Fonda, amb qui Sullavan es va casar de 1931 a 1933. Va ser nominada a l'Oscar a la millor actriu per la seva actuació a Three Comrades (1938). A principis de la dècada de 1940 es va retirar de la pantalla per dedicar-se als seus fills i al treball escènic. Va tornar a la pantalla l'any 1950 per fer la seva darrera pel·lícula, No Sad Songs for Me, en la qual interpretava a una dona que es moria de càncer. Durant la resta de la seva carrera, només va aparèixer al teatre. Les representacions escèniques populars inclouen Terry Randall a Stage Door, Sally Middleton a The Voice of the Turtle i Sabrina Fairchild a Sabrina Fair.

## Primers anys
Sullavan va néixer el 16 de maig de 1909 a Norfolk (Virgínia), filla d'un corredor de borsa ric, Cornelius Sullavan, i la seva dona, Garland Councill Sullavan. Tenia un germà petit, Cornelius, i una germanastra, Louise «Weedie» Gregory. Els primers anys de la seva infància els va passar aïllada dels altres nens. Va patir una debilitat muscular dolorosa a les cames que li impedia caminar, de manera que no va poder socialitzar amb altres nens fins als sis anys. Després de la seva recuperació, va emergir com una nena aventurera i poc femenina que preferia jugar amb nens d'un barri més pobre, per a la desaprovació dels seus pares amb consciència de classe. Les seves primeres actuacions de ball van ser a l'escola dominical de l'església episcopal de St. Andrew.
Va assistir a un internat a l'Institut Episcopal de Chatham (ara Chatham Hall), a Chatham (Virgínia), on va ser presidenta del cos estudiantil i va pronunciar l'oració de salutació el 1927. Sullavan es va traslladar a Boston i va viure amb la seva germanastra, Weedie, mentre estudiava dansa a l'estudi Denishawn de Boston i (en contra dels desitjos dels seus pares) i teatre al Copley Theatre. Quan els seus pares van reduir el seu subsidi al mínim, Sullavan va treballar com a dependenta a la Harvard Cooperative Bookstore (The Coop), situada a Harvard Square, Cambridge.

## Carrera

### Primers anys
Sullavan va aconseguir un paper de repartiment a la producció de primavera de 1929 de la Harvard Dramatic Society Close Up, un musical escrit pel sènior de Harvard Bernard Hanighen, que després va ser compositor de Broadway i Hollywood.
El president de la Harvard Dramatic Society, Charles Leatherbee, juntament amb el president del Princeton's Theatre Intime, Bretaigne Windust, que junts havien establert els University Players a Cape Cod l'estiu anterior, van convèncer Sullavan perquè s'unís a ells per a la seva segona temporada d'estiu. Un altre membre de la Universitat Players va ser Henry Fonda, que va fer protagonitzar el paper còmic a Close Up.
L'estiu de 1929, Sullavan va aparèixer al costat de Fonda a The Devil in the Cheese, el seu debut a l'escenari professional. Va tornar durant la major part de la temporada 1930 de University Players. El 1931, va participar en una producció amb els University Players entre el tancament de la producció de Broadway d'A Modern Virgin al juliol i la seva gira al setembre. Es va tornar a incorporar als University Players durant la major part de la seva temporada d'hivern de 18 setmanes 1930–31 a Baltimore.
Els pares de Sullavan no aprovaven la seva elecció de carrera. Tanmateix, després d'assistir a Strictly Dishonorable (1930) de Preston Sturges, van reconèixer el seu talent i van deixar les seves objeccions. «Per al meu profund alleujament —va recordar Sullavan més tard— vaig pensar que hauria d'aguantar per sempre la seva xerrameca sobre el tema.»
Un caçatalents de Shubert també la va veure en aquella obra i finalment va conèixer el mateix Lee Shubert. En aquell moment, Sullavan patia una forta laringitis i la seva veu era més ronca de l'habitual. A Shubert li va encantar. En els anys posteriors, Sullavan faria broma dient que va conrear aquella «laringitis» fins a una ronquera permanent posant-se en tots els càstings disponibles.

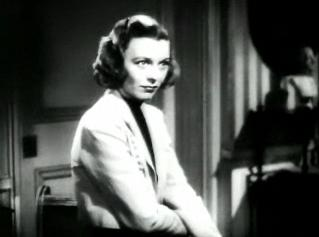
Sullavan en el seu paper nominat a l'Oscar com a Pat Hollmann a Three Comrades (1938)

Sullavan va fer el seu debut a Broadway amb A Modern Virgin (una comèdia d' Elmer Harris) el 20 de maig de 1931 i va començar la gira el 3 d'agost.
En un moment del 1932, va protagonitzar quatre fracassos de Broadway seguits (If Love Were All, Happy Landing, Chrysalis (amb Humphrey Bogart) i Bad Manners), però la crítica va elogiar l'actuació de Sullavan en totes elles. El març de 1933, Sullavan va substituir una altra actriu a Dinner at Eight in New York. El director de pel·lícules John M. Stahl va veure l'obra i va quedar intrigat per Sullavan. Va decidir que seria perfecta per a una pel·lícula que estava planejant, Only Yesterday.
En aquell moment, Sullavan ja havia rebutjat ofertes de contractes de cinc anys de Paramount i Columbia. Universal Pictures va oferir a Sullavan un contracte de tres anys i dues imatges per any a 1.200 dòlars setmanals. Ho va acceptar i va tenir una clàusula al seu contracte que li permetia tornar als escenaris ocasionalment. Més tard en la seva carrera, Sullavan només va signar contractes a curt termini perquè no volia ser «propietat» de cap estudi.

### Hollywood
Sullavan va arribar a Hollywood el 16 de maig de 1933, el seu 24è aniversari. El seu debut al cinema va arribar aquell mateix any a Only Yesterday. Quan es va veure a ella mateixa en les primeres presses de la pel·lícula, va quedar tan consternada que va intentar comprar el seu contracte per 2.500 dòlars, però Universal s'hi va negar. A la seva ressenya del 10 de novembre de 1933 a The New York Herald Tribune, Richard Watts, Jr. va escriure que Sullavan «interpreta l'heroïna tràgica i enamorada d'aquesta orgia sentimental astuta amb una simpatia tan directa, una sàvia reticència i un sentiment honest que s'estableix amb ella mateixa una certa definició com una de les persones del cinema que cal veure».
El següent paper de Sullavan va arribar a Little Man, What Now? (1934), una pel·lícula sobre una parella que lluita per sobreviure a l'empobrida Alemanya posterior a la Primera Guerra Mundial. Universal es va mostrar reticent a produir una pel·lícula sobre l'atur, la fam i els sensellarisme, però Little Man era un projecte important per a Sullavan. Ella esmentaria la seva aparició a la pel·lícula com un dels pocs papers de Hollywood que li van proporcionar una gran satisfacció.
A The Good Fairy (1935), Sullavan va poder il·lustrar la seva versatilitat. Durant la producció, es va casar amb el seu director, William Wyler.

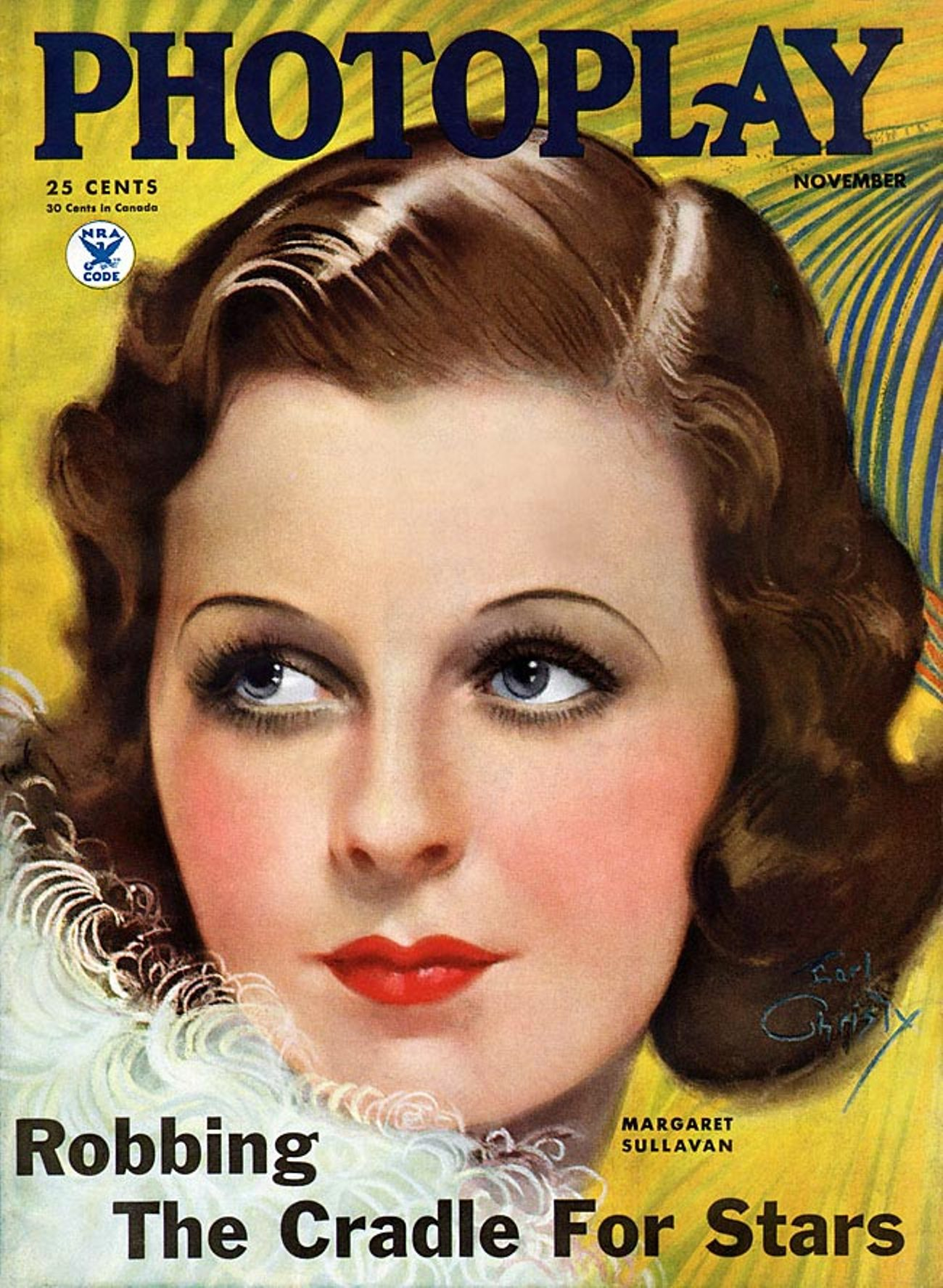
Sullavan a la portada de Photoplay, 1934

So Red the Rose (1935) de King Vidor tractava de la gent del Sud de la Guerra Civil americana i va precedir en un any la publicació de la novel·la més venuda de Margaret Mitchell, Allò que el vent s'endugué i en quatre anys la seva adaptació cinematogràfica. Sullavan interpretava una bella infantil del sud que madura fins a convertir-se en una dona responsable.
A Next Time We Love (1936), Sullavan va interpretar al costat de l'aleshores desconegut James Stewart. Havia estat fent campanya perquè Stewart fos el seu protagonista, i l'estudi va complir per por que ella organitzés una amenaça de vaga. La pel·lícula tractava d'una parella casada que s'havia separat al llarg dels anys. Aquesta va ser la primera de les quatre pel·lícules fetes junts per Sullavan i Stewart.

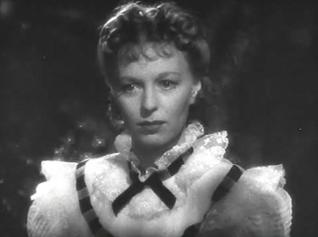
Fotograma de The Shining Hour (1938)

A la comèdia The Moon's Our Home (1936), Sullavan va actuar al costat del seu exmarit Henry Fonda com a parella recent casada. Dorothy Parker i Alan Campbell van ser reclutats per millorar el diàleg del guió, segons la insistència de Sullavan. La seva setena pel·lícula, Three Comrades (1938), és un drama ambientat a l'Alemanya posterior a la Primera Guerra Mundial. Va obtenir una nominació a l'Oscar pel seu paper i va ser nomenada millor actriu de l'any pel Cercle de Crítics de Cinema de Nova York.
Sullavan es va reunir amb Stewart a The Shopworn Angel (1938). Stewart va interpretar un dolç i ingenu soldat texà en el seu camí per lluitar a la Primera Guerra Mundial que es casa per primera vegada amb Sullavan. La novena pel·lícula de Sullavan va ser The Shining Hour (1938), on interpretava la cunyada suïcida del personatge de Joan Crawford. A The Shop Around the Corner (1940), Sullavan i Stewart van tornar a treballar junts, interpretant a col·legues que sense saber-ho intercanvien cartes entre ells.
El 1940, Sullavan també va aparèixer a The Mortal Storm, una pel·lícula sobre la vida dels alemanys comuns durant l'ascens d'Adolf Hitler; va ser la seva darrera pel·lícula amb Stewart. Back Street (1941) va ser elogiada com una de les millors actuacions de la carrera de Hollywood de Sullavan, una pel·lícula per a la qual va cedir el primer lloc als títols de crèdit a Charles Boyer per assegurar-se que ell prengués el paper principal masculí. So Ends Our Night (1941) va ser un drama de guerra en què Sullavan, cedida a United Artists per a un acord d'una sola pel·lícula d'Universal, va interpretar una exiliada jueva que fugia dels nazis.

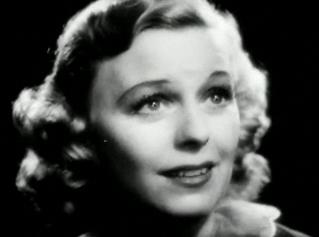
Sullavan com a cantant de discoteca Daisy Heath a The Shopworn Angel (1938)

Una decisió judicial de 1940 va obligar a Sullavan a complir el seu acord original de 1933 amb Universal, i li va obligar a aparèixer en dues pel·lícules més per a l'estudi. Aquestes pel·lícules serien Back Street (1941) i la comèdia lleugera Appointment for Love (1941).
Cry 'Havoc' (1943) va ser l'última pel·lícula de Sullavan amb MGM. Després de la seva finalització, va quedar lliure de tots els compromisos cinematogràfics. Sovint s'havia referit a MGM i Universal com a "presons".

### Darrers anys

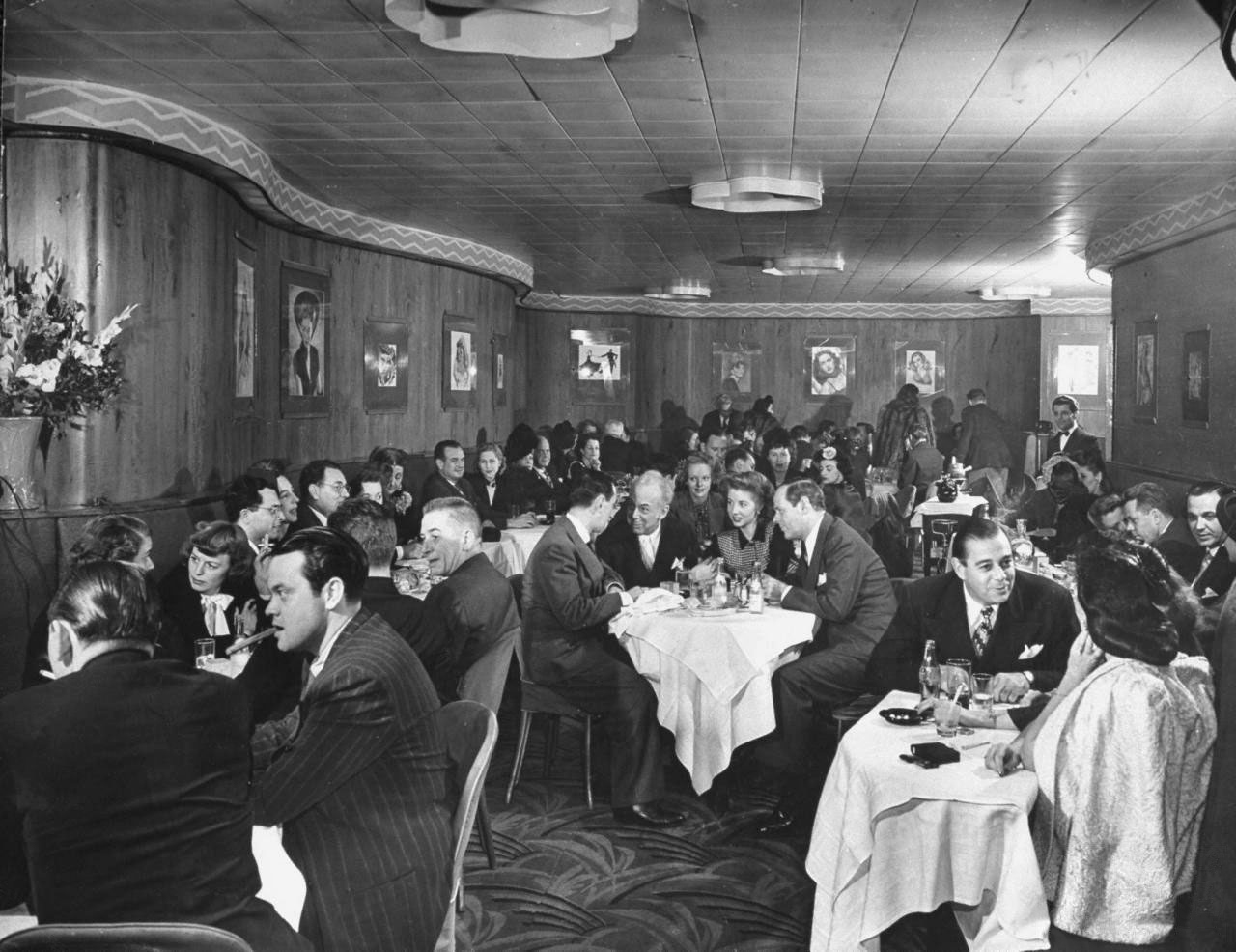
Sullavan i Leland Hayward entre els mecenes del Stork Club a la ciutat de Nova York, novembre de 1944

Sullavan va fer una pausa de les pel·lícules del 1943 al 1950. Al llarg de la seva carrera, Sullavan semblava preferir el teatre al cinema. Sentia que només a l'escenari podria millorar les seves habilitats com a actriu. "Quan aprengui realment a actuar, potser tornaré a portar el que he après a Hollywood i mostrar-lo a la pantalla", va dir en una entrevista l'octubre de 1936 (quan estava fent Stage Door a Broadway entre pel·lícules). "Però mentre el teatre de carn i ossos em tingui, serà al teatre de carn i ossos a qui pertanyo. Realment estic impactada per l'escenari. I si això és una traïció, Hollywood ho haurà d'aprofitar al màxim".
Un altre motiu de la seva jubilació anticipada de la pantalla (1943) va ser que volia passar més temps amb els seus fills, Brooke, Bridget i Bill (aleshores de 6, 4 i 2 anys). Sentia que els havia estat descuidant i se'n sentia culpable. Sullavan encara feia obres escèniques de vegades. De 1943 a 1944, va interpretar a la sexualment inexperta però curiosa Sally Middleton a The Voice of the Turtle (de John Van Druten) a Broadway i més tard a Londres (1947).
Sullavan va tornar a la pantalla l'any 1950 per fer una darrera pel·lícula, No Sad Songs for Me. Va interpretar una mestressa de casa i una mare dels suburbis que s'assabenta que morirà de càncer en un any i que després decideix trobar una "segona" dona per al seu marit que aviat serà vidu (Wendell Corey). Natalie Wood, llavors d'11 anys, va interpretar la seva filla. Després de No Sad Songs for Me i les seves crítiques favorables, Sullavan va tenir diverses ofertes per a altres pel·lícules, però va decidir concentrar-se a l'escenari durant la resta de la seva carrera. Tot i això, no va tornar als escenaris fins al 1952.
Aleshores, la seva elecció va ser com la suïcida Hester Collyer, que coneix el seu company de patiment Mr. Miller (interpretat per Herbert Berghof) a The Deep Blue Sea de Terence Rattigan. El 1953, va acceptar aparèixer a Sabrina Fair de Samuel Taylor.
El 18 de desembre de 1955, Sullavan va aparèixer com a convidada misteriosa al programa de televisió What's My Line?
El 1955 i el 1956, Sullavan va aparèixer a Janus, una comèdia de la dramaturga Carolyn Green. Sullavan va interpretar el paper de Jessica que escriu sota el seu nom de Janus, i Robert Preston va interpretar el seu marit. L'obra va tenir 251 funcions des del novembre de 1955 fins al juny de 1956.
A finals de la dècada de 1950, l'audició i la depressió de Sullavan estaven empitjorant. Tanmateix, el 1959, va acceptar fer Sweet Love Remembered de la dramaturga Ruth Goetz. Havia de ser la primera aparició de Sullavan a Broadway en quatre anys. Els assajos van començar l'1 de desembre de 1959. Tenia emocions barrejades sobre la tornada a la interpretació, i la seva depressió aviat es va fer palesa per a tothom: "Em detesto actuant", va dir el dia que va començar els assajos. "Detesto el que fa a la meva vida. T'anul·la. No pots viure mentre treballes. Ets una persona envoltada d'un mur irrompible".

## Vida personal
Sullavan tenia fama de ser temperamental i senzilla. En una ocasió, Henry Fonda havia decidit fer una col·lecta per a un castell de focs artificials el 4 de juliol. Després que Sullavan es negués a fer una contribució, Fonda es va queixar en veu alta a un altre actor. Sullavan es va aixecar del seu seient i va ruixar Fonda de cap a peus amb una gerra d'aigua gelada. Fonda va fer una sortida elegent, i Sullavan, composta i despreocupada, va tornar a la seva taula i va menjar de bon grat.
Alguns han atribuït la mort de Sam Wood, un antic anticomunista, a una disputa que va tenir amb Sullavan. Wood va morir d'un atac de cor poc després d'una discussió furiosa amb Sullavan, que s'havia negat a permetre l'acomiadament d'un escriptor de No Sad Songs for Me per les seves opinions d'esquerres. El cap de l'estudi de la MGM, Louis B. Mayer, sempre va semblar cautelós i nerviós en la seva presència. "Ella va ser l'única actriu que va assetjar Mayer", va dir més tard Eddie Mannix de MGM sobre Sullavan. "Ella li posava els pèls de punta".

### Matrimonis i família
Sullavan es va casar quatre vegades. Als 22 anys, es va casar amb l'actor Henry Fonda el 25 de desembre de 1931, mentre tots dos actuaven amb els University Players en la seva temporada d'hivern de 18 setmanes al saló de ball de l'Hotel Congress de Baltimore, Maryland. "Ella era tot un personatge fins i tot la primera vegada que la vaig conèixer", va recordar Fonda. Sullavan i Fonda es van separar després de dos mesos i es van divorciar el 1933, però van romandre amics de molt de temps, i els seus fills també es van fer amics. Peter Fonda va nomenar la seva filla en honor de Bridget Hayward, la segona filla de Sullavan, que es va suïcidar el 1960. Havia admès que estava enamorat de Hayward, però mai van tenir una relació.
Després de separar-se de Fonda, Sullavan va començar una relació amb el productor de Broadway Jed Harris que va ser tumultuosa i de curta durada. Després, durant el rodatge de The Good Fairy, va començar una relació amb el seu director, William Wyler. Va dir: "Un dia vaig mirar les presses i no es veia bé". El càmera li va informar que Sullavan s'havia barallat amb ell aquell dia de rodatge i que "Quan és feliç es veu maca, quan està molesta no!" Així, Wyler li va demanar una cita i la seva relació va florir. Es van casar el novembre de 1934 i es van divorciar el març de 1936. Wyler ho va recordar com "Una boda miserable. Vaja. Horrible. El meu advocat ho havia organitzat. Vaig llogar aquest avió i vaig volar a Arizona. Vam anar a aquest jutge de pau; es va quedar allà amb una bata i sabatilles i va dir: " D'acord, aquí, ajuntem'—la ràdio va estar tot aquest temps— i es va casar amb nosaltres".

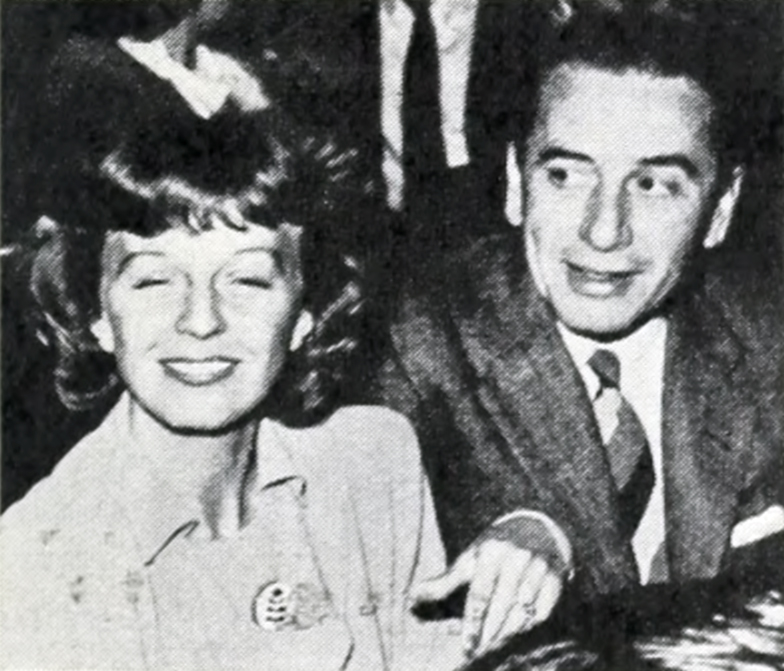
Sullavan i Leland Hayward, 1942

El tercer matrimoni de Sullavan va ser amb l'agent i productor Leland Hayward, agent de Sullavan des de 1931. En el moment del matrimoni el 15 de novembre de 1936, Sullavan estava embarassada del primer fill de la parella. La seva filla, Brooke Hayward, més tard es va convertir en actriu i escriptora. La parella va tenir dos fills més, Bridget Hayward i William Hayward III ("Bill"), que es va convertir en productor de cinema i advocat. El 1947, Sullavan va sol·licitar el divorci després de descobrir que Hayward estava tenint una aventura amb la socialite Slim Keith. El seu divorci es va convertir en definitiu el 20 d'abril de 1948.
El 1950, Sullavan es va casar per quarta i última vegada amb el banquer d'inversió anglès Kenneth Wagg. Van romandre casats fins a la mort d'ella el 1960.

### Crisi mental
El 1955, quan els dos fills més petits de Sullavan van dir a la seva mare que preferien quedar-se amb el seu pare permanentment, va patir una crisi nerviosa. La filla gran de Sullavan, Brooke, va escriure més tard sobre la crisi a la seva autobiografia de 1977 Haywire; Sullavan s'havia humiliat suplicant al seu fill que es quedés amb ella. Es va mantenir inflexible i la seva mare va començar a plorar. "Aquesta vegada no podia parar. Fins i tot des de la meva habitació el so era tan dolorós que vaig entrar al meu bany i em vaig posar les mans a les orelles". En una altra escena del llibre, un amic de la família (Millicent Osborne) s'havia alarmat pel so d'un gemec des de l'habitació: "Va entrar i va trobar la mare sota el llit, acurrucada en posició fetal. Kenneth estava intentant treure-la. Com més autoritari era el seu to de veu, més s'endintrava ella. Millicent Osborne el va fer a un costat i el va instar a parlar-hi suaument, deixan-tla que es quedés allà fins que sortís per ella mateixa". Finalment, Sullavan va acceptar passar una estona (dos mesos i mig) en una institució mental privada. Els seus dos fills més petits, Bridget i Bill, també van passar temps en diverses institucions. Bridget va morir d'una sobredosi de drogues l'octubre de 1960, mentre que Bill va morir d'una ferida de bala autoinfligida el març de 2008.

### Pèrdua auditiva
Sullavan va patir d'otoesclerosi congènita d'un defecte auditiu que va empitjorar a mesura que envellia. La seva veu s'havia tornat gutural perquè sentia millor els tons greus que els aguts. Des de principis de 1957, l'audició de Sullavan va disminuir tant que s'estava deprimint i sense dormir i sovint passejava tota la nit. Sovint es quedava al llit durant dies, les seves úniques paraules: "Just let me be, please" (Deixa'm estar, si us plau).
Sullavan es va fer operar pel doctor Julian Lempert a finals dels anys 40, que Brooke va descriure com un "èxit, i va restaurar l'oïda plena a l'oïda esquerra de la mare", però ella no va seguir el seu consell per reduir el "busseig, disparar o volar”.
Sullavan va llegr les seves orelles a l'Institut Lempert d'Otimologia. Lempert creia que "hi va haver molt malentès d'algunes de les coses que va fer, el nerviosisme, la preocupació, que eren simplement el resultat de la seva sordesa... Va patir com la majoria dels que tenen problemes d'audició que intenten mantenir-ho en secret i es converteixen en naufregs nerviosos."

## Mort
L'1 de gener de 1960, cap a les 17:30 h, Sullavan va ser trobada al llit, amb prou feines viva i inconscient, en una habitació d'hotel a New Haven, Connecticut. La seva còpia del guió de Sweet Love Remembered, que llavors protagonitzava durant la seva prova a New Haven, es va trobar oberta al seu costat, així com una ampolla de píndoles prescrites. Sullavan va ser traslladada d'urgència a l'hospital Grace New Haven, però poc després de les 18 h va ser declarada morta en arribar. Tenia 50 anys.
No es va trobar cap nota que indiqués suïcidi, i inicialment no es va arribar a una conclusió sobre si la seva mort va ser el resultat d'una sobredosi deliberada o accidental de barbitúrics. Finalment, el forense del comtat va decidir oficialment que la mort de Sullavan era una sobredosi accidental. Després d'un servei commemoratiu privat a Greenwich, Connecticut, amb assistents com l'antiga amiga i coprotagonista Joan Crawford, el productor de teatre Martin Gabel i l'actriu Sandra Church, Sullavan va ser enterrada a Saint Mary's Whitechapel Episcopal Churchyard a Lancaster, Virgínia.
Per la seva contribució a la indústria del cinema, Margaret Sullavan té una estrella al Passeig de la Fama de Hollywood al 1751 Vine Street. Va ser inclosa, pòstumament, al Saló de la Fama del Teatre Americà el 1981.
Sullavan era l'actriu preferida de la bellesa del cinema mut Louise Brooks, que va dir que Sullavan era "la persona que seria si pogués ser qualsevol" i la va descriure com "estranya, fèerica, misteriosa, com una veu que canta a la neu". Brooks creia que la vida de Sullavan només es podia entendre pel seu amor per Leland Hayward, fins i tot després del seu divorci. Brooks va escriure això: "Després de deixar-la per casar-se amb Nancy (Slim) Hawks el 1947, aquesta dona terriblement obstinada va destrossar la seva carrera durant els dotze anys següents amb la seva lluita per recuperar-lo. Quan Nancy es va divorciar d'ell, va haver-hi un període de foc l'esperança el 1959. Llavors va arribar la notícia de la decisió de LeLand de casar-se amb Pamela Churchill, i es va enfonsar a la desesperació i la mort".

## En la cultura popular
La filla gran de Sullavan, l'actriu Brooke Hayward, va escriure Haywire, un best-seller de memòries sobre la seva família, que va ser adaptat a la minisèrie Haywire protagonitzada per Lee Remick com a Margaret Sullavan i Jason Robards com a Leland Hayward.

## Filmografia

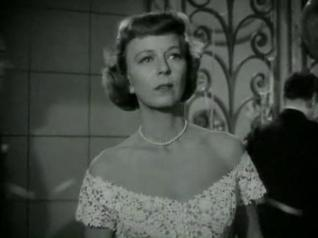
Sullavan a la seva darrera pel·lícula, No Sad Songs for Me (1950)

| Any  | Títol                      | Paper                      | Notes                                                                 |
| ---- | -------------------------- | -------------------------- | --------------------------------------------------------------------- |
| 1933 | Only Yesterday             | Mary Lane                  |                                                                       |
| 1934 | Little Man, What Now?      | Emma "Lämmchen" Pinneberg  |                                                                       |
| 1935 | The Good Fairy             | Luisa "Lu" Ginglebusher    |                                                                       |
| 1935 | So Red the Rose            | Valette Bedford            |                                                                       |
| 1936 | Next Time We Love          | Cicely Tyler               |                                                                       |
| 1936 | The Moon's Our Home        | Cherry Chester/Sarah Brown |                                                                       |
| 1938 | Three Comrades             | Patricia "Pat" Hollmann    | Premi a la millor actriu del Cercle de Crítics de Cinema de Nova York |
| 1938 | The Shopworn Angel         | Daisy Heath                |                                                                       |
| 1938 | The Shining Hour           | Judy Linden                |                                                                       |
| 1940 | The Shop Around the Corner | Klara Novak                |                                                                       |
| 1940 | The Mortal Storm           | Freya Roth                 |                                                                       |
| 1941 | Back Street                | Ray Smith                  |                                                                       |
| 1941 | So Ends Our Night          | Ruth Holland               |                                                                       |
| 1941 | Appointment for Love       | Dr. Jane Alexander         |                                                                       |
| 1943 | Cry 'Havoc'                | Lt. Mary Smith             |                                                                       |
| 1950 | No Sad Songs for Me        | Mary Scott                 |                                                                       |